# Van Beethoven (spoorwegen)
De Van Beethoven was een Europese internationale trein op de verbinding Amsterdam - Frankfurt die reed van 1972 tot 2002. De verbinding was tot 1979 onderdeel van het internationale TEE netwerk van luxueuze sneltreinen met alleen eerste klas. Na 1979 werd de verbinding een twee-klassen Intercity. Van Beethoven verwijst naar Ludwig van Beethoven, de uit Bonn afkomstige, componist van de Europese hymne. 

## Geschiedenis

### Trans Europe Express
De Van Beethoven was in 1972 de voortzetting van de TEE Rhein-Main onder een andere naam. Reizigers die 's avonds verder wilden dan Bonn moesten in Keulen op de TEE Saphir overstappen. In 1976 volgde, op aandringen van de in Bonn gevestigde Bondsdag, verlenging van het traject tot Nürnberg.

### Intercity
Op 26 mei 1979 werd de trein omgezet naar een twee-klasse Intercitytrein, waarbij de route werd ingekort tot alleen het Duitse deel. Deze verbinding is in 2002 afgeschaft. Er rijden sinds 1999 weer directe treinen op het traject van Amsterdam naar Frankfurt onder de naam ICE International.

## Rollend materieel
De treindienst werd uitgevoerd met elektrische tractie met getrokken rijtuigen.

#### Tractie
Als locomotieven zijn de 1100 en 1200 op het Nederlandse traject ingezet. Vanaf/tot Emmerik werd de serie 112 voor het Duitse deel van het traject ingezet en vanaf 1970 ook de serie 103.

#### Rijtuigen
Als rijtuigen werden Duitse rijtuigen van het type Rheingold ingezet. 

## Route en dienstregeling
| TEE 23 | land      | station           | km  | TEE 22 |
| ------ | --------- | ----------------- | --- | ------ |
| 18:06  | Nederland | Amsterdam CS      | 0   | 11:52  |
| 18:34  | Nederland | Utrecht           | 39  | 11:26  |
| 19:09  | Nederland | Arnhem            | 97  | 10:53  |
| 19:37  | Duitsland | Emmerik           | 127 | 10:32  |
| 20:14  | Duitsland | Duisburg          | 196 | 09:51  |
| 20:54  | Duitsland | Keulen            | 259 | 09:14  |
| 21:13  | Duitsland | Bonn              | 293 | 08:51  |
|        | Duitsland | Koblenz           | 352 | 08:14  |
|        | Duitsland | Mainz             | 444 | 07:24  |
|        | Duitsland | Frankfurt am Main | 482 | 07:00  |

Op 30 mei 1976 werd het traject voor de trein zuidwaarts verlengd tot Neurenberg. Hierbij werden alle vertrektijden één uur vervroegd zodat de trein om 23:58 Neurenberg bereikte. De trein reed nu via Wiesbaden in plaats van Mainz en tussen Frankfurt en Neurenberg werd gestopt in Aschaffenburg en Würzburg. In 1979 volgde de omzetting naar een intercity met twee klassen. Hierbij verviel het Nederlandse traject terwijl aan de andere kant werd verlengd tot München.